# David Morgan-Earl A. Bronson House
La David Morgan-Earl A. Bronson House est une maison américaine à Phoenix, dans le comté de Maricopa, en Arizona. Construite en 1927 dans un style moderne présentant des éléments de type Pueblo Revival, elle est inscrite au Registre national des lieux historiques depuis le 24 janvier 2011.